# Marie-Claude Monchaux
Marie-Claude Monchaux (née Vignaud), née le 8 décembre 1933 et morte le 15 novembre 2021, est auteur-illustratrice pour la jeunesse.
En plus de ses travaux de rédaction et d'illustration, elle dirige la collection Feux des Editions Sang de la Terre.
En 1987, elle tente de lancer une revue de critique de la littérature enfantine appelée Liras-tu ?, qui se veut une prolongation de son ouvrage controversé Écrits pour nuire, au profit des parents. Tentative sans lendemain qui l'incite ensuite à publier ses critiques dans Minute.
Elle compte parmi les collaborateurs du journal Le Libre Journal de la France courtoise.

## Œuvres

### Aux éditions Magnard
- La Vérité sur les bébés, 1968
- La Vérité sur l'amour, 1971
- Bébé, année zéro, 1971
- Aurélien, je suis un enfant adopté, 1977
- Alexis, le petit garçon qui n'a jamais marché, 1979

### Aux éditions Mélusine
- Coiffes d'Aunis et Saintonge, 1975
- Le Merveilleux en Aunis et Saintonge : contes et légendes, 1977

### Aux éditions Ouest-France
- Les Enfants bretons, 1977
- Les Enfants vendéens, poitevins, charentais, 1978
- Les Enfants provençaux, 1978
- Les Enfants normands, 1978
- Les Enfants savoyards, 1979
- Les Enfants alsaciens, 1980
- Les Enfants auvergnats, 1980
- Le Costume breton, 1980
- Les Enfants parisiens, 1981

### Aux éditions de l'UNI
- Écrits pour nuire : littérature enfantine et subversion, 1985
- Écrits pour tous : littérature enfantine, 1987

### Aux éditions du Sang de la Terre
- Les Chimères du manoir perdu, 1987

### Aux éditionsTéqui
- Louis XIV, un petit garçon pas comme les autres, 2004.
- Adélaïde, une petite princesse à la cour du Roi-Soleil, 2005.
- Louis XV, le petit roi orphelin, 2005.
- Un petit garçon pas comme les autres, Louis XIV, 2005.
- Les Petits princes otages : les fils de François Ier, 2006.
- La petite poupée de Versailles, Madame Elisabeth, 2006.
- Le Petit roi des lys brisés, Louis XVII, 2007.
- La petite infante d'Espagne, Isabelle d'Autriche, 2007.
- L'enfant Reine, Marie Stuart, 2008.
- Anne de Kiev, la petite princesse des neiges, 2009.
- Charles VI le bien-aimé, 2009.
- Aliénor, la petite duchesse d'Aquitaine, 2010.

## Écrits pour nuire
Écrits pour nuire (1985) a été publié dans le contexte d'une campagne de censure menée contre les bibliothèques de la Ville de Paris. Cet ouvrage, édité par le syndicat étudiant UNI (Union nationale inter-universitaire, proche du RPR, aujourd'hui  Les Républicains), dans le contexte de l'après 10 mai 1981 avait pour ambition d'amener parents, éducateurs et responsables des bibliothèques à faire des choix dans une production littéraire touchée selon l'auteur par « la gangrène par la subversion » : « beaucoup de parents achètent des livres sans se rendre compte qu'ils véhiculent les pires idées sur le plan moral ou social et qu'ils détruisent lentement et sciemment les valeurs du monde libre ». Il dénonce plusieurs titres publiés par des maisons d'édition jeunesse en vue.
La publication de ce livre entraine dans certaines villes un mouvement de purge des livres indésirables et un contrôle étroit sur les achats.